# Tiznit (provincie)
Tiznit is een provincie in de Marokkaanse regio Souss-Massa-Daraâ.
Tiznit telt 344.831 inwoners op een oppervlakte van 696 km².

## Bestuurlijke indeling
| Naam                    | Geografische code | Type                | Huishoudens | Inwoners (2004) | # Buitenlanders | # Marokkanen |
| ----------------------- | ----------------- | ------------------- | ----------- | --------------- | --------------- | ------------ |
| Lakhsas                 | 581.01.01.        | Gemeente            | 893         | 4194            | 0               | 4194         |
| Sidi Ifni               | 581.01.03.        | Gemeente            | 4275        | 20051           | 21              | 20030        |
| Tafraout                | 581.01.05.        | Gemeente            | 1243        | 4931            | 3               | 4928         |
| Tiznit                  | 581.01.07.        | Gemeente            | 11855       | 53682           | 17              | 53665        |
| Ait Issafen             | 581.03.01.        | Landelijke gemeente | 1010        | 5026            | 0               | 5026         |
| Anzi                    | 581.03.03.        | Landelijke gemeente | 1223        | 6619            | 0               | 6619         |
| Arbaa Ait Ahmed         | 581.03.05.        | Landelijke gemeente | 1516        | 8228            | 1               | 8227         |
| Ida Ou Gougmar          | 581.03.07.        | Landelijke gemeente | 1567        | 8170            | 1               | 8169         |
| Sidi Ahmed Ou Moussa    | 581.03.09.        | Landelijke gemeente | 809         | 4256            | 0               | 4256         |
| Tafraout El Mouloud     | 581.03.11.        | Landelijke gemeente | 757         | 3619            | 0               | 3619         |
| Tighmi                  | 581.03.13.        | Landelijke gemeente | 1739        | 9867            | 0               | 9867         |
| Tizoughrane             | 581.03.15.        | Landelijke gemeente | 1379        | 6250            | 2               | 6248         |
| Tnine Aday              | 581.03.17.        | Landelijke gemeente | 558         | 2734            | 1               | 2733         |
| Arbaa Ait Abdellah      | 581.05.01.        | Landelijke gemeente | 665         | 3921            | 0               | 3921         |
| Imi N'Fast              | 581.05.03.        | Landelijke gemeente | 412         | 2781            | 0               | 2781         |
| Metsi                   | 581.05.05.        | Landelijke gemeente | 593         | 3549            | 1               | 3548         |
| Mirleft                 | 581.05.07.        | Landelijke gemeente | 1303        | 7026            | 14              | 7012         |
| Sbouya                  | 581.05.09.        | Landelijke gemeente | 806         | 5028            | 0               | 5028         |
| Tangarfa                | 581.05.11.        | Landelijke gemeente | 936         | 5471            | 0               | 5471         |
| Tioughza                | 581.05.13.        | Landelijke gemeente | 2168        | 12268           | 0               | 12268        |
| Tnine Amellou           | 581.05.15.        | Landelijke gemeente | 709         | 4534            | 0               | 4534         |
| Ait Erkha               | 581.07.01.        | Landelijke gemeente | 949         | 5842            | 0               | 5842         |
| Anfeg                   | 581.07.03.        | Landelijke gemeente | 1428        | 8093            | 0               | 8093         |
| Boutrouch               | 581.07.05.        | Landelijke gemeente | 714         | 4496            | 0               | 4496         |
| Ibdar                   | 581.07.07.        | Landelijke gemeente | 898         | 5194            | 0               | 5194         |
| Sebt Ennabour           | 581.07.09.        | Landelijke gemeente | 1350        | 8329            | 0               | 8329         |
| Sidi Abdallah Ou Belaid | 581.07.11.        | Landelijke gemeente | 893         | 5233            | 0               | 5233         |
| Sidi H'Saine Ou Ali     | 581.07.13.        | Landelijke gemeente | 1262        | 6960            | 0               | 6960         |
| Sidi M'Bark             | 581.07.15.        | Landelijke gemeente | 1166        | 6932            | 0               | 6932         |
| Tighirt                 | 581.07.17.        | Landelijke gemeente | 1283        | 7879            | 0               | 7879         |
| Afella Ighir            | 581.09.01.        | Landelijke gemeente | 1084        | 4205            | 0               | 4205         |
| Ait Ouafqa              | 581.09.03.        | Landelijke gemeente | 1243        | 5472            | 2               | 5470         |
| Ammelne                 | 581.09.05.        | Landelijke gemeente | 1281        | 4281            | 5               | 4276         |
| Irigh N'Tahala          | 581.09.07.        | Landelijke gemeente | 583         | 1992            | 0               | 1992         |
| Tarsouat                | 581.09.09.        | Landelijke gemeente | 840         | 3096            | 0               | 3096         |
| Tassrirt                | 581.09.11.        | Landelijke gemeente | 560         | 1887            | 0               | 1887         |
| Arbaa Rasmouka          | 581.11.01.        | Landelijke gemeente | 1360        | 7503            | 0               | 7503         |
| Arbaa Sahel             | 581.11.03.        | Landelijke gemeente | 2585        | 12944           | 2               | 12942        |
| Bounaamane              | 581.11.05.        | Landelijke gemeente | 2158        | 12112           | 1               | 12111        |
| El Maader El Kabir      | 581.11.07.        | Landelijke gemeente | 1595        | 7918            | 0               | 7918         |
| Ouijjane                | 581.11.09.        | Landelijke gemeente | 1257        | 6472            | 0               | 6472         |
| Reggada                 | 581.11.11.        | Landelijke gemeente | 2620        | 14328           | 0               | 14328        |
| Sidi Bouabdelli         | 581.11.13.        | Landelijke gemeente | 1238        | 6826            | 0               | 6826         |
| Tnine Aglou             | 581.11.15.        | Landelijke gemeente | 3128        | 14632           | 11              | 14621        |

Ben Slimane · Khouribga · Settat · El Jadida · Safi · Boulmane · Fez · Moulay Yacoub · Sefrou · Kénitra · Sidi Kacem · Casablanca · Médiouna · Mohammedia · Nouaceur · Assa-Zag · Guelmim · Tan-Tan · Tata · Boujdour · Es-Semara · Lâayoune · Al Haouz · Chichaoua · Essaouira · Kelâat Es-Sraghna · Marrakech · Al Ismaïlia · El Hajeb · Errachidia · Ifrane · Khénifra · Meknès · Berkane · Figuig · Jerada · Driouch · Nador · Oujda-Angad · Taourirt · Aousserd · Oued ed Dahab · Khémisset · Rabat · Salé · Skhirat-Témara · Agadir-Ida-Ou-Tanane · Inezgane-Aït Melloul · Chtouka-Aït Baha · Ouarzazate · Taroudant · Tiznit · Zagora · Azilal · Béni-Mellal · Chefchaouen · Fahs-Bni Mkada · Larache · Tanger-Asilah · Tétouan · Al Hoceima · Taounate · Taza